# Trichoplax adhaerens
Trichoplax adhaerens är en djurart som beskrevs av Schulze 1883. Trichoplax adhaerens ingår i släktet Trichoplax, och familjen Trichoplacidae. Inga underarter finns listade i Catalogue of Life.